# The Gloucester
The Gloucester est un gratte-ciel de 160 mètres de hauteur situé à Hong Kong en Chine et construit de 2010 à 2013. 
Il abrite des logements sur 43 étages et est situé dans l'ile de Hong Kong
L'immeuble a été conçu par l'agence d'architecture de Hong Kong, DLN Architects et par l'agence AB Concept.